# ژنرال لاس هراس
ژنرال لاس هراس (به اسپانیایی: General Las Heras) یک منطقهٔ مسکونی در آرژانتین است که در بخش خنرال لاس هراس واقع شده‌است. ژنرال لاس هراس ۱۲٬۷۹۹ نفر جمعیت دارد و ۳۰ متر بالاتر از سطح دریا واقع شده‌است.